# James Blake (tennis)
Pour les articles homonymes, voir James Blake et Blake.
James Riley Blake, né le 28 décembre 1979 à Yonkers dans l'état de New York, est un joueur de tennis américain, professionnel de 1999 à 2013.
Il a été coaché par son entraîneur Brian Barker depuis ses 12 ans jusqu'à la fin de sa carrière. Les 10 titres en simple qu'il a remportés dans sa carrière l'ont été sur la même surface (dur). Il a atteint la 4e place mondiale en 2006, année durant laquelle il a remporté 5 tournois et atteint 3 autres finales dont le Masters. Il a également participé à la victoire des États-Unis en Coupe Davis en 2007. Son coup droit a la réputation d'être l'un des plus dévastateurs de toute l'histoire du tennis. 

## Biographie
Le cadet des Blake a un discours pétri d’humanisme. Peut-être parce qu’il a grandi avec Arthur Ashe pour modèle. James répète souvent : « Arthur est une source d’inspiration pour moi et devrait l’être pour beaucoup d’autres athlètes, parce que sa carrière sportive a été éclipsée par le grand personnage qu’il est devenu par la suite. Il a beaucoup donné et rendu aux autres. C’est pour cela qu’on ne pense pas tout de suite qu’il était également un grand joueur de tennis. » Dans l’histoire du tennis, Ashe reste quand même le premier joueur noir à intégrer l’équipe américaine de Coupe Davis. Classé au second rang mondial en 1976, il se consacre après sa carrière à la réinsertion de jeunes Noirs par le biais du sport et lutte contre l’apartheid sud-africain. Atteint du virus du sida à la suite d’une transfusion sanguine, il meurt en 1993.
James n’a jamais rencontré son idole mais il aime savoir que le grand Arthur a visité le lieu où il a appris le tennis. Enseignant bénévole d’un programme de tennis dans le quartier d’Harlem à New York, Thomas Blake y enseigna les rudiments de la raquette aux deux fils conçus avec son épouse britannique Betty : James donc et son aîné Thomas Jr.
Bientôt, la famille quitte Harlem. Mais les rejetons continuent de taper dans la balle à Fairfield, dans le Connecticut. Cette fois le quartier est majoritairement blanc, James s’en accommode sans problème et vit avec plus de douleurs la scoliose qui mine son corps. « Toute ma croissance, j’ai porté des attelles pour protéger mon dos. Je ne me sentais un gamin comme les autres que lorsque je sortais du court et qu’on me libérait de ce carcan. » Ce handicap passager n’empêche pas James Blake de mener tennis et études de front jusqu’à la prestigieuse Université Harvard. Il y fait ses premières armes sur le circuit universitaire.

## Carrière professionnelle
Toujours est-il qu’il débarque en 1999 au milieu des requins du circuit tennistique. Trois ans plus tard, l’Américain remporte son premier tournoi à Washington et culmine à la 23e place du classement mondial.
En 2000, il remporte les tournois challenger de Houston (en battant Kratochvil) et celui de Rancho Mirage (face à Mamiit). L'année suivante, il s'incline en finale du challenger de Waikoloa face à Andy Roddick. La même année, il intègre pour la première fois l'équipe américaine de Coupe Davis opposée à l'Inde, compétition dans laquelle il s'illustrera en remportant ses deux matchs en simple. Il termine sa saison 2001 en remportant le tournoi challenger de Knoxville (s'imposant face à Trifu).
En 2002, il remporte le tournoi Challenger de Waikoloa (face à Martin Verkerk) et atteint sa première finale sur le circuit ATP à Memphis, où il s'incline face à son compatriote Andy Roddick. Il se hisse ensuite en finale du tournoi sur herbe de Newport où il se fait à nouveau battre par un compatriote, cette fois Taylor Dent. Lors du tournoi de Washington, il s'impose face à Àlex Corretja (en quart), Andre Agassi (en demi-finale) et Paradorn Srichaphan en finale pour devenir le quatrième Afro-Américain à glaner un titre ATP dans l'ère Open. Associé à Todd Martin, il gagne son premier titre en double à Cincinnati.
Il entame la saison 2003 avec un quatrième tour à l'Open d'Australie, chutant face au futur finaliste de l'épreuve Rainer Schüttler. Il se qualifie plus tard dans l'année pour la finale du tournoi de Long Island, sans toutefois parvenir à s'imposer face à Srichaphan. En double, il gagne son second titre à Scottsdale en compagnie de Mark Merklein.
2004 est une année difficile pour Blake. Il parvient à se classer dans le Top 100 pour la quatrième année consécutive malgré une année gâchée par les blessures et maladies. Sa saison débute en Australie, où il atteint le quatrième tour de l'Open d'Australie pour la deuxième année consécutive (battu par le finaliste Marat Safin). En mars, il se hisse en quarts à Scottsdale (perdant face au futur vainqueur Vincent Spadea) et poursuit sa saison avec un quart de finale aux Masters Series d'Indian Wells (où il perd face à Labadze). Vient ensuite la saison sur terre battue durant laquelle il gagne l'épreuve en double du tournoi de San Jose (avec Mardy Fish) et il se qualifie pour les quarts de finale du tournoi de Houston (en double, il remporte le tournoi avec son ami Mardy Fish). Lors du Masters Series de Rome, il s'incline au premier tour face à Jiri Novak et se fracture ensuite une vertèbre cervicale lors d'une séance d'entraînement en mai à Rome, accident qui l'éloignera des courts pendant deux mois. En été 2004, il contracte un zona, une maladie affectant l'ouïe, la vue et causant la paralysie temporaire d'une partie du visage. Au mois de juillet, son père meurt d'un cancer. Il retourne néanmoins sur le circuit à Newport, épreuve où il perd au deuxième tour. En août, à la suite de sa défaite au premier tour lors du tournoi de Washington, la maladie le contraint à faire l'impasse sur son tournoi favori : l'US Open. Il tentera une nouvelle fois de revenir, cette fois à Delray Beach au mois de septembre, où il s'incline au second tour.
En 2005, l'Américain réalise une de ses meilleures saisons sur le circuit ATP, remportant 2 tournois sur dur et terminant pour la première fois de sa carrière dans le Top 25. Il a également brillé en Grand Chelem, notamment avec un quart de finale à l'US Open. Relégué à la 210e place du classement en avril, il commence à obtenir des résultats réguliers en été, lors de son retour à Washington, où il atteint la finale et s'incline face à Andy Roddick. Trois semaines plus tard, il confirme son bon état de forme en remportant son deuxième titre ATP à New Haven (battant Feliciano Lopez). Mais son élan n'est pas près d'être brisé : de retour dans son tournoi favori, il crée la surprise en battant le numéro deux mondial Rafael Nadal au troisième tour, la tête de série no 20 Tommy Robredo au quatrième, avant de s'incliner au tie-break du 5e set d'un match qui restera dans les annales, face à Andre Agassi, après avoir mené deux sets à rien. Il a ensuite participé à la Coupe Davis en Belgique (il s'est incliné face à Olivier Rochus lors du match d'ouverture). En octobre, il remporte son troisième tournoi ATP (premier sur le sol européen) à Stockholm en battant Srichaphan en finale.
En décembre 2005, James souffre d'un étirement d'un ligament au pied.

### 2006, la consécration
Sa saison 2006 débute à Adélaïde, où il perd au premier tour. Mais il se rattrape la semaine suivante en remportant le tournoi de Sydney en battant le Russe Igor Andreev en finale. En mars, James Blake remporte le tournoi de Las Vegas en battant l'Australien Lleyton Hewitt 7-5, 2-6, 6-3 pour remporter le cinquième tournoi de sa carrière, le second en 2006, et surtout signer sa première victoire face à un joueur contre qui il n'avait jamais gagné lors de leurs six précédentes confrontations. Grâce à cette performance, James se hisse à la 14e place mondiale. La semaine suivante, à Indian Wells, James se hisse en finale, battant sur son passage Tommy Robredo, Tommy Haas, Igor Andreev et Rafael Nadal. En finale face à Federer, James a rapidement deux breaks d'avance dans le premier set mais cela ne suffit pas pour le remporter : Federer refait son retard pour s'imposer finalement sur le score de 7-5, 6-3, 6-0. Cette excellente semaine lui permet alors d'intégrer le top 10 (9e) pour la première fois de sa carrière.
La semaine qui suit, James participe au tournoi de Miami, où il inflige un double 6-0 à Berlocq. Il bat ensuite Jarkko Nieminen et Juan Ignacio Chela en trois manches, avant de s'incliner en deux sets au tour suivant face au maître incontesté du tennis mondial, Roger Federer. En avril 2006, il est sélectionné dans l'équipe américaine de Coupe Davis pour affronter le Chili sur le gazon californien du Mission Hills Country Club situé à Rancho Mirage. James Blake perd in extremis son premier simple (10-8 au cinquième set), heureusement Andy Roddick sauve les États-Unis, rendant ainsi anecdotique le dernier simple que Blake perd également.
Vient ensuite le tournoi sur la terre battue américaine de Houston : Blake, tête de série no 2 du tournoi est sorti au premier tour par le Français Antony Dupuis : James Blake est-il à bout de souffle après un extraordinaire début de saison 2006 ? En tout cas, il a décidé de faire l'impasse sur le Masters de Monte Carlo. À Rome, une nouvelle contre-performance l'attend (défaite au premier tour contre Florent Serra).
À Roland-Garros, Blake perd au troisième tour contre Gaël Monfils après une superbe bataille en 5 sets. Il échoue également au troisième tour à Wimbledon contre Max Mirnyi.
En juillet 2006, il obtient son meilleur classement (cinquième) après sa victoire à Indianapolis contre Andy Roddick. En octobre, il semble bien parti pour décrocher son billet pour le Masters. Il a en effet battu Ivan Ljubičić en finale du tournoi de Bangkok en deux manches 6-3 et 6-1. Grâce à ce succès, James remporte son quatrième tournoi de l'année et reste plus que jamais en course pour disputer le Masters (son principal adversaire, Márcos Baghdatís, étant blessé). La semaine suivante, il remporte pour la deuxième fois consécutive le tournoi de Stockholm (son 5e titre en 2006), épreuve du circuit ATP dotée de 635 000 euros, en battant en finale le Finlandais Jarkko Nieminen 6-4, 6-2 en 55 minutes.
En guise de consécration pour cette merveilleuse année 2006, James est le dernier joueur à décrocher son billet pour les Masters de Shanghai. Lors de son premier match de poule face à Rafael Nadal, James s'impose 6-4, 7-60 face au numéro deux mondial. Il enchaîne ensuite avec une victoire face à Nikolay Davydenko sur le score de 2-6, 6-4, 7-5. La victoire de Nadal sur Robredo lui ouvre les portes des demi-finales. Il lui restait cependant à disputer son dernier match de poule face à Tommy Robredo contre qui il s'est incliné en 3 sets. James affronte donc David Nalbandian, tenant du titre, en demi-finale et se qualifie pour la finale en battant l'Argentin, en 75 minutes seulement, 6-4, 6-1. En finale, James affronte Roger Federer mais l'incontestable numéro un mondial remporte facilement son troisième Masters. Cependant l'opération reste plus que positive pour James qui, grâce à son accession en finale du Masters, remonte de la huitième à la quatrième place du classement ATP. Il s'agit du meilleur classement atteint par le joueur américain.

### 2007, la confirmation
Lors de sa rentrée sur le circuit, James conserve son titre à Sydney en battant en finale l'Espagnol Carlos Moyà (6-3, 5-7, 6-1) après un peu plus de deux heures d'un match haletant. L'Américain empoche ainsi le 9e titre de sa carrière.
Il enchaîne ensuite avec l'Open d'Australie où il s'incline en huitième de finale contre le Chilien et futur finaliste de l'épreuve, Fernando González. Cette défaite relativement rapide le fait descendre à la 6e place mondiale, « doublé » par ce même González.
Après une défaite en finale à Delray Beach face au Belge Xavier Malisse et une descente à la 6e place mondiale, James s'incline prématurément au troisième tour d'Indian Wells face au Français Julien Benneteau, ce qui le fait chuter à la 8e place. Et sa série noire se prolonge puisqu'il s'incline dès le 2e tour du tournoi de Miami face au Français Florent Serra en 3 sets.
Il se ressaisit en Coupe Davis contre l'Espagne avec deux victoires à la clé, notamment contre Robredo, et une qualification des États-Unis en demi-finale.
Il enchaîne avec une demi-finale sur terre battue à Houston, stoppé par l'Argentin Zabaleta avec au passage une belle victoire en 1/4 de finale contre Juan Mónaco 7-6 au troisième set.
La suite de sa saison sur terre battue est beaucoup plus médiocre avec des défaites en Masters à Rome contre Massu au second tour et en 1/8 de finale contre Moya à Hambourg. Il perd au 1er tour à Roland-Garros face au géant Ivo Karlović 6-4, 4-6, 5-7, 5-7.
Sa saison sur gazon ne sera guère plus heureuse avec une défaite en 1/4 de finale du tournoi de Halle contre l'Allemand Kohlschreiber, et un 3e tour à Wimbledon contre un spécialiste de la terre battue, Juan Carlos Ferrero.
James Blake effectue un très bel été sur le ciment américain, atteignant la finale à Los Angeles contre le revenant Radek Štěpánek, avec une défaite en trois sets serrés. Puis 1/4 de finale à Indianapolis contre son compatriote Sam Querrey auteur notamment dans ce match d'un record de 10 aces consécutifs (6-7, 7-6, 6-7).
Il déclare forfait au Masters de Montréal contre Lleyton Hewitt après une victoire contre l'Autrichien Melzer, puis enchaîne une finale au Masters de Cincinnati avec une défaite contre le maître Federer et une victoire au tournoi de New Haven contre son ami Mardy Fish. Pour son dernier tournoi du Grand Chelem de l'année 2007, il se hisse jusqu'en seconde semaine mais est éliminé par Tommy Haas en 1/8 de finale après une superbe partie perdue en cinq sets, 7-6 au dernier.
Sa défaite contre le Suédois Johansson n'empêche pas les États-Unis de disputer en fin d'année la finale de la Coupe Davis.
James Blake se met à la chasse des points pour disputer un second Masters consécutif ; il engrange des points à Stockholm en parvenant à se hisser en demi-finale mais perd son titre acquis l'an dernier, il est à ce moment-là 7e au classement mondial.
Il s'envole pour disputer le Masters de Madrid, où il est éliminé dès son premier match contre Mario Ančić 3-6, 4-6. Il perd aussi au second tour du tournoi de Bâle contre le serveur surpuissant croate Karlović. Sa participation au Masters de Shanghaï se décidera sur le dernier tournoi de l'année à Paris pour le Masters de Bercy puisque deux billets sont encore à pourvoir ; un bon résultat lui permettrait de se qualifier pour le tournoi des Maîtres.
Malheureusement pour Blake, sa défaite en 1/8 de finale face à un concurrent direct pour la qualification, en l'occurrence le Français Richard Gasquet, lui sera fatale. Il se voit perdre le bénéfice de sa finale du Masters de l'an dernier en termes de points, ce qui le fait reculer au 14e rang mondial en cette fin d'année 2007. Cette année lui permettra de confirmer son statut au sein du top 15 mondial, avec deux titres ATP, trois finales dont une en Masters Series, deux demi-finales, 52 victoires et plus d'un million de dollars de gain. Il termine donc 13e mondial. Mais le plus beau défi de Blake en cette fin de saison reste la victoire finale en Coupe Davis avec les États-Unis contre la Russie à domicile (4-1). En remportant ses deux simples (dont un sans enjeu), Blake participe donc à la victoire américaine, la première depuis 1995 dans cette compétition.
Et Blake participera activement au 32e succès américain en Coupe Davis acquis à Portland en ce début de mois de décembre 2007. Les États-Unis l'emportent 4-1 et Blake remporte ses deux simples face à Youzhny en 4 sets et 3 tie-break dans un premier temps, puis face à Toursounov pour l'honneur ensuite.

### 2008, une année sans titre
James Blake aborde l'année 2008 par un bon tournoi à l'Open d'Australie, il y rencontre notamment au troisième tour Sébastien Grosjean et le bat en 5 sets, puis Marin Čilić, la surprise du tournoi, avant de céder sous les coups de Roger Federer en quart de finale 7-5, 7-6, 6-4.
James atteint ensuite la finale du tournoi de Delray Beach, pour la deuxième fois consécutive, qu’il perdra face au Japonais Kei Nishikori, classé 244e 3-6, 6-1, 6-4.
Après cette perte, il espère rebondir à San José où il ira jusqu’en quart de finale, battu par son compatriote Robby Ginepri 6-2, 6-2.
Au Masters d'Indian Wells, James, tête de série no 9, reçoit un bye pour son premier tour avant de battre Marc Gicquel 6-3, 65-7, 6-1 au deuxième. Au troisième tour, Blake bat l’ancien numéro 1 mondial Carlos Moyá 6-3, 6-4 ; il bat ensuite Richard Gasquet au quatrième tour avant de s’incliner, en quart de finale, face à Rafael Nadal, qui ne l’avait jamais battu auparavant, 7-5, 3-6, 6-3.
Au Masters de Miami, James atteint les quarts de finale, mais perd de nouveau face à Rafael Nadal en 3 sets, 6-3, 3-6, 1-6.
En Coupe Davis, l’équipe américaine joue contre la France. Malheureusement pour cette dernière, deux de leurs meilleurs joueurs, Richard Gasquet et Jo-Wilfried Tsonga, déclarent forfait en raison de blessures.
Ce sont Michaël Llodra et Paul-Henri Mathieu qui les remplaceront en simple.
Après la victoire d’Andy Roddick sur Llodra, James jouera Mathieu. Lors d'un énorme match qui aura duré 3 heures 48 minutes et après avoir sauvé 2 balles de match, James remporte le duel en 5 sets 7-6, 6-7, 6-3, 3-6, 7-5. Puis battra de nouveau Richard Gasquet lors du 5e match en 3 sets.
James enchaîne la semaine suivante avec le tournoi de Houston, son premier tournoi de la saison, sur terre battue. Tête de série numéro 1, il prend sa revanche au premier tour face au Japonais Kei Nishikori 6-4, 6-4. Au deuxième tour, il bat son compatriote Ryan Harrison, âgé de seulement 15 ans, 6-3, 6-1, puis élimine la tête de série numéro 5, l'Argentin Agustin Calleri, toujours en deux sets.
En demi, il bat l’Espagnol Oscar Hernandez 6-3, 7-6 et atteint ainsi la finale où il se fait surprendre par un autre Espagnol, Marcel Granollers, qui le bat 6-4, 1-6, 7-5.
Il réalisera une saison de terre battue décevante, ne remportant que 3 matchs en 4 tournois. James Blake enchaîne avec l'Open de Halle sur gazon où il réalise une bonne performance, atteignant les demi-finales, battu cependant par Philipp Kohlschreiber. Ce tournoi préparatoire à Wimbledon ne servira pas à grand-chose puisqu'il s'incline dès le second tour à Londres face au futur demi-finaliste Rainer Schüttler.
James fera partie de l'équipe américaine pour les Jeux olympiques. Il obtiendra la place la plus décevante, la quatrième place. Battu par Fernando González en demi-finale au cours d'un match tumultueux, James s'inclinera dans le match pour la médaille de bronze face à Novak Djokovic sur le score de 6-3, 7-6. Il a cependant réalisé un parcours remarquable en battant Chris Guccione, Dominik Hrbatý, Gilles Simon et un Roger Federer en plein doute.
Il dispute ensuite l'US Open, où il s'incline au troisième tour face à son compatriote Mardy Fish.
Blake effectue son retour sur les courts un mois après lors du Masters de Madrid, en s'inclinant dès son premier match face à Gilles Simon, futur finaliste. Il dispute 2 semaines après le Masters de Paris-Bercy afin d'obtenir un ticket pour la Masters Cup. James réalise un tournoi solide, atteignant les demi-finales grâce au forfait de Roger Federer en quart de finale, cependant il est défait par Jo-Wilfried Tsonga le futur vainqueur. Cette place de demi-finaliste ne sera pas suffisante pour disputer la Masters Cup.

### 2013
James Blake annonce durant l'US Open qu'il prendra sa retraite après le tournoi. Il s'y fait éliminer au premier tour par Ivo Karlovic. Il termine ainsi sa carrière à 33 ans.

### 2023: Retour en double
Le 1er juin 2023, il rejoue en double avec son jeune compatriote Hudson Rivera au tournoi ITF de Rancho Santa Fe, avec qui il gagne son premier match (6-4, 1-6, 10-7).

### Analyse technique
James Blake était considéré avec Andy Roddick comme l'un des nouveaux enfants terribles du tennis américain, et de surcroît comme l'un des joueurs les plus prometteurs de sa génération. Il possédait un jeu solide servi par une puissance très importante en fond de court. Son coup fort était son coup droit, considéré à plusieurs égards comme le plus puissant du circuit, il est en outre détenteur du record du coup droit le plus puissant jamais mesuré (au premier tour de l'US Open 2011, sur balle de match, il réalise un coup droit plein centre chronométré à 201 km/h en retour de service). Son revers à une main était lui aussi très puissant, notamment quand il le frappait le long de la ligne. Bon serveur, mais surtout excellent retourneur, il était de plus capable d'effectuer des coups spectaculaires (retours bloqués gagnants, passings en bout de course, passings lobs entre les jambes...).
Son énorme puissance, sa prise de balle très précoce alliée à sa vitesse de déplacement en faisait un des joueurs les plus explosifs du circuit et les plus difficiles à battre sur dur extérieur et en indoor.

## Parcours dans les tournois duGrand Chelem

### En simple
| Année | Open d'Australie | Open d'Australie | Internationaux de France | Internationaux de France | Wimbledon       | Wimbledon     | US Open         | US Open     |
| ----- | ---------------- | ---------------- | ------------------------ | ------------------------ | --------------- | ------------- | --------------- | ----------- |
| 1999  | —                | —                | —                        | —                        | —               | —             | 1er tour (1/64) | C. Woodruff |
| 2000  | —                | —                | —                        | —                        | —               | —             | —               | —           |
| 2001  | —                | —                | —                        | —                        | —               | —             | 2e tour (1/32)  | L. Hewitt   |
| 2002  | 2e tour (1/32)   | S. Koubek        | 2e tour (1/32)           | S. Grosjean              | 2e tour (1/32)  | R. Krajicek   | 3e tour (1/16)  | L. Hewitt   |
| 2003  | 1/8 de finale    | R. Schüttler     | 2e tour (1/32)           | I. Ljubičić              | 2e tour (1/32)  | S. Sargsian   | 3e tour (1/16)  | R. Federer  |
| 2004  | 1/8 de finale    | M. Safin         | —                        | —                        | —               | —             | —               | —           |
| 2005  | 2e tour (1/32)   | L. Hewitt        | 2e tour (1/32)           | S. Wawrinka              | 1er tour (1/64) | J. Hernych    | 1/4 de finale   | A. Agassi   |
| 2006  | 3e tour (1/16)   | T. Robredo       | 3e tour (1/16)           | G. Monfils               | 3e tour (1/16)  | M. Mirnyi     | 1/4 de finale   | R. Federer  |
| 2007  | 1/8 de finale    | F. González      | 1er tour (1/64)          | I. Karlović              | 3e tour (1/16)  | J. C. Ferrero | 1/8 de finale   | T. Haas     |
| 2008  | 1/4 de finale    | R. Federer       | 2e tour (1/32)           | E. Gulbis                | 2e tour (1/32)  | R. Schüttler  | 3e tour (1/16)  | M. Fish     |
| 2009  | 1/8 de finale    | J.-W. Tsonga     | 1er tour (1/64)          | L. Mayer                 | 1er tour (1/64) | A. Seppi      | 3e tour (1/16)  | T. Robredo  |
| 2010  | 2e tour (1/32)   | J. M. del Potro  | —                        | —                        | 1er tour (1/64) | R. Haase      | 3e tour (1/16)  | N. Djokovic |
| 2011  | —                | —                | —                        | —                        | 1er tour (1/64) | M. Baghdatís  | 2e tour (1/32)  | D. Ferrer   |
| 2012  | —                | —                | 1er tour (1/64)          | M. Youzhny               | 1er tour (1/64) | Be. Becker    | 3e tour (1/16)  | M. Raonic   |
| 2013  | —                | —                | 1er tour (1/64)          | V. Troicki               | 2e tour (1/32)  | B. Tomic      | 1er tour (1/64) | I. Karlović |

N.B. : à droite du résultat se trouve le nom de l'ultime adversaire.

### En double
| Année | Open d'Australie              | Open d'Australie  | Internationaux de France    | Internationaux de France  | Wimbledon                   | Wimbledon               | US Open                    | US Open                   |
| ----- | ----------------------------- | ----------------- | --------------------------- | ------------------------- | --------------------------- | ----------------------- | -------------------------- | ------------------------- |
| 1999  | —                             | —                 | —                           | —                         | —                           | —                       | 1er tour (1/32) T. Blake   | N. Marques T. Vanhoudt    |
| 2000  | —                             | —                 | —                           | —                         | 1er tour (1/32) K. Kim      | R. Federer A. Kratzmann | 2e tour (1/16) K. Kim      | D. Macpherson G. Stafford |
| 2001  | —                             | —                 | —                           | —                         | 1er tour (1/32) M. Merklein | D. Johnson J. Palmer    | 2e tour (1/16) R. Ginepri  | D. Nestor N. Zimonjić     |
| 2002  | 1er tour (1/32) J.-M. Gambill | B. Bryan M. Bryan | 2e tour (1/16) S. Humphries | J. Björkman T. Woodbridge | 1/8 de finale A. Kratzmann  | M. Knowles D. Nestor    | 1er tour (1/32) T. Blake   | R. Koenig D. Prinosil     |
| 2003  | 1/8 de finale M. Merklein     | L. Paes D. Rikl   | —                           | —                         | —                           | —                       | —                          | —                         |
| 2004  | —                             | —                 | —                           | —                         | —                           | —                       | —                          | —                         |
| 2005  | 1/4 de finale M. Fish         | B. Bryan M. Bryan | —                           | —                         | —                           | —                       | —                          | —                         |
| 2006  | —                             | —                 | —                           | —                         | —                           | —                       | —                          | —                         |
| 2007  | —                             | —                 | —                           | —                         | —                           | —                       | —                          | —                         |
| 2008  | —                             | —                 | —                           | —                         | —                           | —                       | —                          | —                         |
| 2009  | —                             | —                 | —                           | —                         | 1/2 finale M. Fish          | D. Nestor N. Zimonjić   | —                          | —                         |
| 2010  | —                             | —                 | —                           | —                         | —                           | —                       | —                          | —                         |
| 2011  | —                             | —                 | —                           | —                         | —                           | —                       | —                          | —                         |
| 2012  | —                             | —                 | —                           | —                         | 1er tour (1/32) S. Querrey  | D. Marrero A. Seppi     | 1er tour (1/32) S. Querrey | T. C. Huey D. Inglot      |
| 2013  | —                             | —                 | —                           | —                         | 1/4 de finale J. Melzer     | I. Dodig M. Melo        | 1er tour (1/32) J. Sock    | A. Peya B. Soares         |

N.B. : le nom du ou de la partenaire se trouve sous le résultat ; le nom des ultimes adversaires se trouve à droite.

### En double mixte
| Année | Open d'Australie | Open d'Australie | Internationaux de France | Internationaux de France | Wimbledon                  | Wimbledon                         | US Open | US Open |
| ----- | ---------------- | ---------------- | ------------------------ | ------------------------ | -------------------------- | --------------------------------- | ------- | ------- |
| 2013  | -                | -                | -                        | -                        | 2e tour (1/16) Donna Vekić | Nenad Zimonjić Katarina Srebotnik | -       | -       |

N.B. : le nom de la partenaire se trouve sous le résultat ; le nom des ultimes adversaires se trouve à droite.

## AuMasters
| Année | Lieu     | Résultat | Tour                     | Adversaires                                                                 | Scores                                                       |
| ----- | -------- | -------- | ------------------------ | --------------------------------------------------------------------------- | ------------------------------------------------------------ |
| 2006  | Shanghai | Finale   | Finale Demi-finale RR RR | Roger Federer David Nalbandian Tommy Robredo Nikolay Davydenko Rafael Nadal | 0-6, 3-6, 4-6 6-4, 6-1 2-6, 6-3, 5-7 2-6, 6-4, 7-5 6-4, 7-60 |

## Parcours dans lesMasters 1000
| Année | Indian Wells             | Miami                    | Monte-Carlo       | Rome                      | Hambourg puis Madrid     | Canada                  | Cincinnati               | Stuttgart puis Madrid puis Shanghai | Paris                    |
| ----- | ------------------------ | ------------------------ | ----------------- | ------------------------- | ------------------------ | ----------------------- | ------------------------ | ----------------------------------- | ------------------------ |
| 2000  | 1er tour G. Rusedski     | —                        | —                 | —                         | —                        | —                       | —                        | —                                   | —                        |
| 2001  | —                        | —                        | —                 | —                         | —                        | —                       | 1/8 de finale P. Rafter  | —                                   | —                        |
| 2002  | 1er tour J.-M. Gambill   | 1/8 de finale L. Hewitt  | 1er tour A. Costa | 1/4 de finale J. Novák    | 1er tour J. Novák        | 2e tour T. Henman       | 2e tour J. C. Ferrero    | 1er tour A. Calleri                 | 2e tour C. Moyà          |
| 2003  | 1/4 de finale G. Kuerten | 3e tour R. Ginepri       | 2e tour G. Coria  | 1er tour R. Štěpánek      | 1er tour G. Gaudio       | 2e tour J. Novák        | 1/8 de finale A. Roddick | 1er tour M. Mirnyi                  | 2e tour R. Schüttler     |
| 2004  | 1/4 de finale I. Labadze | 1er tour V. Spadea       | —                 | 1er tour J. Novák         | —                        | —                       | —                        | —                                   | —                        |
| 2005  | 3e tour F. González      | 2e tour C. Moyà          | —                 | —                         | —                        | —                       | 1er tour R. Federer      | —                                   | 2e tour I. Ljubičić      |
| 2006  | Finale R. Federer        | 1/4 de finale R. Federer | —                 | 1er tour F. Serra         | 1/8 de finale M. Ančić   | 2e tour R. Gasquet      | 2e tour J. C. Ferrero    | 2e tour K. Vliegen                  | 1/8 de finale T. Haas    |
| 2007  | 3e tour J. Benneteau     | 2e tour F. Serra         | —                 | 2e tour N. Massú          | 1/8 de finale C. Moyà    | 2e tour L. Hewitt       | Finale R. Federer        | 2e tour M. Ančić                    | 1/8 de finale R. Gasquet |
| 2008  | 1/4 de finale R. Nadal   | 1/4 de finale R. Nadal   | —                 | 1/4 de finale S. Wawrinka | 2e tour J. Tipsarević    | 1/4 de finale N. Kiefer | 1/8 de finale E. Gulbis  | 2e tour G. Simon                    | 1/2 finale J.-W. Tsonga  |
| 2009  | 3e tour F. González      | 3e tour T. Berdych       | —                 | 1er tour V. Crivoi        | 1/8 de finale R. Federer | —                       | 1er tour I. Kunitsyn     | 2e tour R. Nadal                    | 2e tour A. Murray        |
| 2010  | 3e tour N. Almagro       | 2e tour T. Bellucci      | —                 | —                         | —                        | —                       | 1er tour D. Istomin      | —                                   | —                        |
| 2011  | 2e tour A. Roddick       | 3e tour N. Djokovic      | —                 | —                         | —                        | —                       | 1/8 de finale R. Federer | —                                   | —                        |
| 2012  | —                        | 1er tour N. Davydenko    | —                 | —                         | —                        | —                       | 2e tour K. Nishikori     | —                                   | —                        |
| 2013  | 2e tour J.-W. Tsonga     | 3e tour A. Ramos         | —                 | —                         | —                        | —                       | 2e tour D. Toursounov    | —                                   | —                        |

N.B. : sous le résultat se trouve le nom de l’ultime adversaire.

### Finaliste (2)
| Année | Tournoi      | Adversaire en finale | Score         |
| 2006  | Indian Wells | Roger Federer        | 5-7, 3-6, 0-6 |
| 2007  | Cincinnati   | Roger Federer        | 1-6, 4-6      |